# Submarí Ro-110
El Ro-110 fou un submarí japonés de la classe Ro-100 construït per a la Marina Imperial Japonesa durant la Segona Guerra Mundial. La construcció va començar el 20 agost 1942, es va avarar el 26 gener 1943 i va ser completat el 6 de juliol de 1943. Va ser enfonsat el 12 de febrer de 1944.

## Disseny i descripció
Els submarins de classe Ro-100 eren submarins de defensa costanera de mida mitjana, derivats dels submarins de la sèrie Kaichū. Podien desplaçar un pes de 611 tones a la superfície, i de 795 tones quan són submergits. Els submarins mesuraven 60,9 metres de llargada i 3,51 metres d'amplada. Tenien un doble casc i es podien submergir fins a 75 metres sota el nivell del mar.
Per a navegar a la superfície, dos motors dièsel de 373 kW propulsaven el vaixell ambigú sengles helices. Quan estava submergit per un motor elèctric de 283 kW (380 hp). Podia atènyer una velocitat de 26,3 km/h (14,2 nussos nautics) a la superfície i de 15 km/h (8 nusos nautics) submergit. A la superfície, els submarins de la classe Ro-100 podien arribar a 6500 km (3500 milles nautiques) a una velocitat de 22 km/h (12 nusos nautics) o de 110 km (60 milles nautiques) a una velocitat de 5,6 km/h (3 nusos nautics).
Eren armats amb quatre tubs interns per a torpedes de 53,3 cm, amb un total de 8 torpedes carregats a bord del submarí. També tenien dos canons Tipus 96 de 25 mm en montures per al foc antiaèri, o un canó de l'Any 3 de 8 cm/40 L/40 antiaèri.

## Construcció i carrera
Va ser construït a la drassana de Kawasaki-Kōbe, el 20 d'agost de 1942, avarat el 26 de gener de 1943 i completat el 6 de juliol de 1943. El Ro-110 va ser enfonsat pel HMAS Launceston (J179), el HMAS Ipswich (J186) i el INS Jumna, al Golf de Bengala, el 12 de febrer de 1944, a 17°25'N 83°21'E.